# Delphyre germana
Delphyre germana är en fjärilsart som beskrevs av Rothschild 1912. Delphyre germana ingår i släktet Delphyre och familjen björnspinnare. Inga underarter finns listade i Catalogue of Life.